# Chlorochaeta consobrina
Chlorochaeta consobrina là một loài bướm đêm trong họ Geometridae.